# 金敏桓
金 敏桓（キム・ミンファン、朝鮮語: 김 민환、1977年5月27日 - ）は、KBOリーグに所属していた大韓民国出身の元プロ野球選手（内野手）。

## 詳細情報

### 出身学校
- 1993年 - 1996年、光州第一高等学校（朝鮮語版）
- 1995年 - 1999年、慶熙大学校 (1995学番)

### 背番号
- 19 （2000年 - 2001年）